# FIFA 100

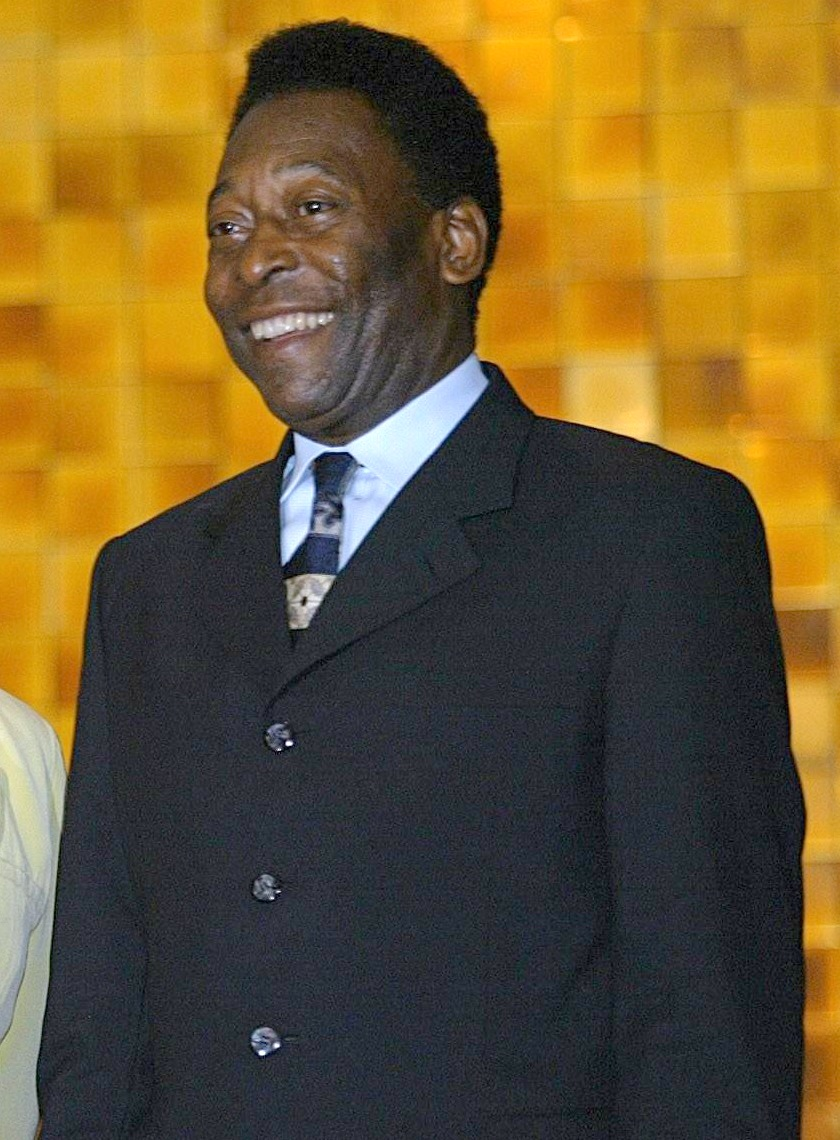
Pelé

De FIFA 100 is een lijst van de 125 beste, nog levende voetbalspelers volgens de FIFA uit 2004. De lijst heeft zijn naam te danken aan het honderdjarig bestaan van de voetbalorganisatie. Aan voormalig voetballer Pelé was gevraagd de honderd besten te selecteren uit een gegeven lijst van 300 spelers, 50 op dat moment nog actieve spelers en 50 oud-spelers. De Braziliaanse wereldkampioen vond het echter te lastig slechts 50 oud-spelers te kiezen, waardoor hij uiteindelijk op 125 spelers uitkwam, waarvan 75 met voetbalpensioen. Er staan twee vrouwelijke voetballers op de lijst, beiden afkomstig uit de Verenigde Staten. De lijst werd gepresenteerd door Pelé op 3 maart 2004 in Londen.

## Kritiek
Het uitbrengen van de lijst ging gepaard met de nodige kritiek. Met name het selectiecriterium 'nog levend' riep vraagtekens op. Ook werd getwijfeld aan de motieven van Pelé en de FIFA. Men zou te veel 'politieke' afwegingen hebben gemaakt, waardoor een aantal spelers gepasseerd zou zijn voor mindere voetballers ten behoeve van de geografische diversiteit. Een lijst meer op de Zuid-Amerikaanse en Europese landen gericht zou volgens deze critici accurater zijn.
Ook was er kritiek van enkele spelers. Braziliaans oud-international Gérson, die samen met Pelé wereldkampioen werd, reageerde op zijn afwezigheid door de lijst op televisie te verscheuren. Marco van Basten en Uwe Seeler weigerden hun medewerking aan het project, waardoor hun foto's ontbreken in de boekversie van de lijst. Diego Maradona, Daniel Passarella, Gerd Müller, Ferenc Puskás en Roberto Rivellino waren om verscheidene redenen niet beschikbaar, waardoor er in totaal 7 spelers ontbreken in de speciale uitgave.

## FIFA 100 lijst
Dit is de lijst met de door Pelé gekozen voetballers. Spelers die op moment van publicatie nog actief waren zijn schuin gedrukt.

### Argentinië
- Gabriel Batistuta
- Hernán Crespo
- Mario Kempes
- Diego Maradona (overleden op 25 november 2020)
- Daniel Passarella
- Javier Saviola
- Omar Sivori (overleden op 17 februari 2005)

- Alfredo Di Stéfano (overleden op 7 juli 2014)
- Juan Sebastián Verón
- Javier Zanetti

### België
- Jan Ceulemans
- Franky Van der Elst
- Jean-Marie Pfaff

### Brazilië
- Carlos Alberto Torres (overleden op 25 oktober 2016)
- Cafú
- Roberto Carlos
- Falcão
- Júnior
- Pelé (overleden op 29 december 2022)
- Rivaldo
- Rivelino
- Romário
- Ronaldinho
- Ronaldo
- Djalma Santos (overleden op 23 juli 2013)
- Nílton Santos (overleden op 27 november 2013)
- Sócrates (overleden op 4 december 2011)
- Zico

### Bulgarije
- Christo Stoitsjkov

### Chili
- Elías Figueroa
- Iván Zamorano

### Colombia
- Carlos Valderrama

### Denemarken
- Brian Laudrup
- Michael Laudrup
- Peter Schmeichel

### Duitsland
- Michael Ballack
- Franz Beckenbauer (overleden op 7 januari 2024)
- Paul Breitner
- Oliver Kahn
- Jürgen Klinsmann
- Sepp Maier
- Lothar Matthäus
- Gerd Müller (overleden op 15 augustus 2021)
- Karl-Heinz Rummenigge
- Uwe Seeler (overleden op 21 juli 2022)
- Miroslav Klose

### Engeland
- Gordon Banks (overleden op 13 februari 2019)
- David Beckham
- Bobby Charlton (overleden op 21 oktober 2023)
- Kevin Keegan
- Gary Lineker
- Michael Owen
- Alan Shearer

### Frankrijk
- Éric Cantona
- Marcel Desailly
- Didier Deschamps
- Just Fontaine (overleden 1 maart 2023)
- Thierry Henry
- Raymond Kopa (overleden 3 maart 2017)
- Jean-Pierre Papin
- Robert Pirès
- Michel Platini
- Lilian Thuram
- Marius Trésor
- David Trezeguet
- Patrick Vieira
- Zinédine Zidane

### Ghana
- Abédi Pelé

### Hongarije
- Ferenc Puskás (overleden op 17 november 2006)

### Ierland
- Roy Keane

### Italië
- Roberto Baggio
- Franco Baresi
- Giuseppe Bergomi
- Giampiero Boniperti (overleden op 18 juni 2021)
- Gianluigi Buffon
- Giacinto Facchetti (overleden op 4 september 2006)
- Paolo Maldini
- Alessandro Nesta
- Alessandro Del Piero
- Gianni Rivera
- Paolo Rossi (overleden op 9 december 2020)
- Francesco Totti
- Christian Vieri
- Dino Zoff

### Japan
- Hidetoshi Nakata

### Kameroen
- Roger Milla

### Kroatië
- Davor Šuker

### Liberia
- George Weah

### Mexico
- Hugo Sánchez

### Nederland
- Marco van Basten
- Dennis Bergkamp
- Johan Cruijff (overleden op 24 maart 2016)
- Edgar Davids
- Ruud Gullit
- René van de Kerkhof
- Willy van de Kerkhof
- Patrick Kluivert
- Johan Neeskens (overleden op 6 oktober 2024)
- Ruud van Nistelrooij
- Rob Rensenbrink (overleden op 24 januari 2020)
- Frank Rijkaard
- Clarence Seedorf

### Nigeria
- Augustine Okocha

### Noord-Ierland
- George Best (overleden op 24 november 2005)

### Oekraïne
- Andrij Sjevtsjenko

### Paraguay
- Julio César Romero

### Peru
- Teófilo Cubillas

### Polen
- Zbigniew Boniek

### Portugal
- Rui Costa
- Eusébio (overleden op 5 januari 2014)
- Luís Figo

### Roemenië
- Gheorghe Hagi

### Rusland
- Rinat Dasajev
- Lev Jasjin (overleden 20 maart 1990)

### Schotland
- Kenny Dalglish

### Senegal
- El Hadji Diouf

### Spanje
- Emilio Butragueño
- Luis Enrique
- Raúl

### Tsjechië
- Josef Masopust (overleden op 29 juni 2015)
- Pavel Nedvěd

### Turkije
- Emre Belözoğlu
- Rüştü Reçber

### Uruguay
- Enzo Francescoli

### Verenigde Staten
- Michelle Akers
- Mia Hamm

### Zuid-Korea
- Hong Myung-Bo